# Уоннберг, Кеннет
Кеннет Гейл Уоннберг (англ. Kenneth Gail Wannberg) (28 июня 1930 — 27 января 2022) — американский композитор и звукомонтажёр. Он много работал с композитором Джоном Уильямсом над одними из самых кассовых фильмов всех времён. Его работы по музыкальному монтажу включают «Звёздные войны. Эпизод IV: Новая надежда» (Джордж Лукас, 1977), «Искатели утраченного ковчега» (Стивен Спилберг, 1981), «Джон Ф. Кеннеди. Выстрелы в Далласе» (Оливер Стоун, 1991), «Список Шиндлера» (Спилберг, 1993) и «Гарри Поттер и узник Азкабана». (Альфонсо Куарон, 2004). В 1986 году Уоннберг получил премию «Эмми» за звуковой монтаж за его работу в телесериале Стивена Спилберга «Удивительные истории».
Его композиции из музыки к фильмам включают: «Ласковый воин» (1971), «Соревнование лучших американских красавиц» (1973), « Лепке» (1975), «Четыре двойки» (1975), «Горькая и сладкая любовь» (1976), «Позднее шоу» (1977), «Награда» (1980), «Дилетант» (1981), «Золотая жила» (1982), «Теряя это» (1983), «Кто первый?» (1984), «Во всём виноват Рио» (1984) и «Филадельфийский эксперимент» (1984).
Уоннберг умер 27 января 2022 года в возрасте 91 года.